# Macrosteles halophila
Macrosteles halophila är en insektsart som beskrevs av Géza Horváth 1903. Macrosteles halophila ingår i släktet Macrosteles och familjen dvärgstritar. Inga underarter finns listade i Catalogue of Life.